# شاندور لادار

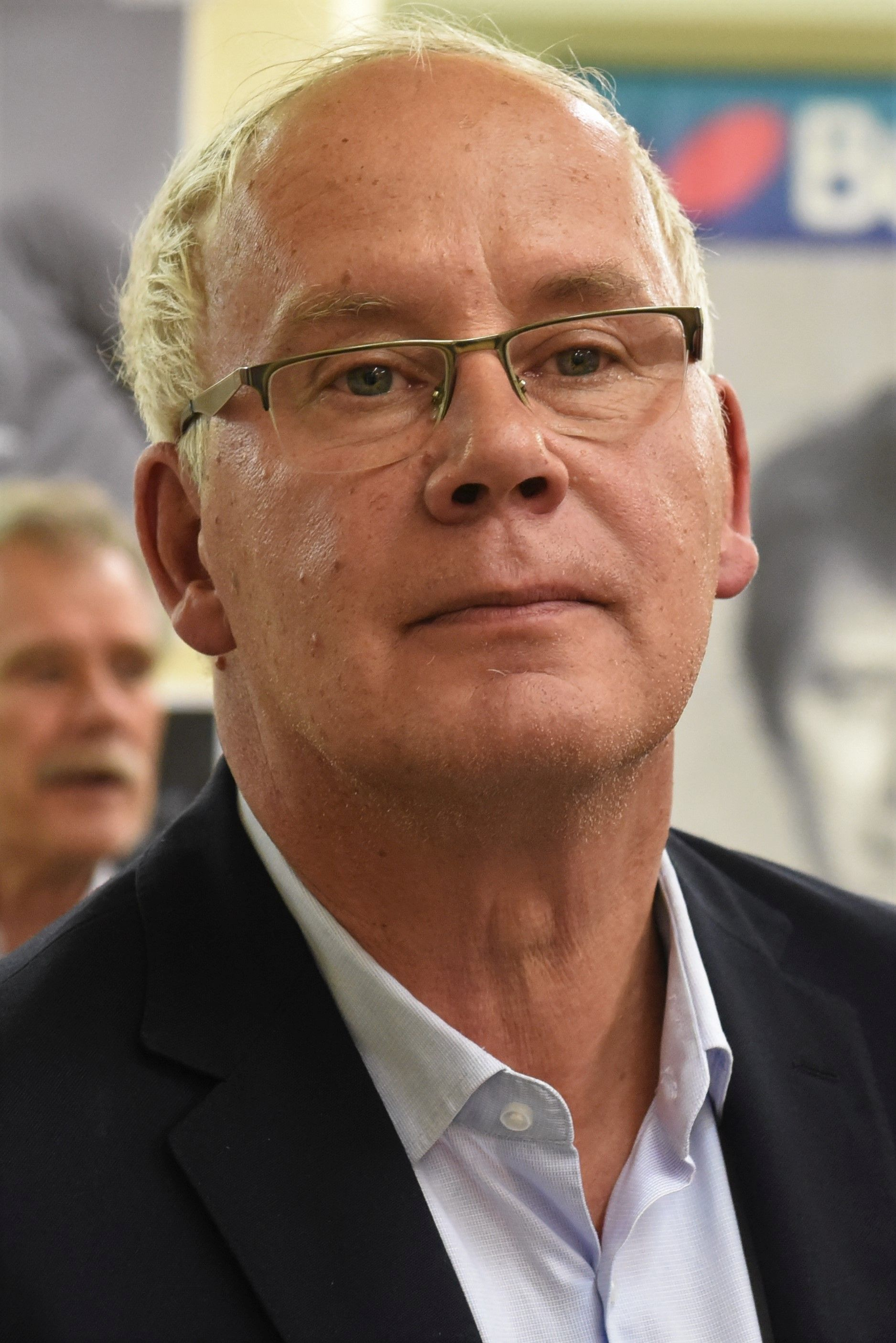
شاندور لادار - ۲۰۲۱

شاندور لادار (به مجاری: Sándor Wladár) (زادهٔ ۱۹ ژوئیهٔ ۱۹۶۳) شناگر اهل مجارستان است.